# Фреэль (мыс)
Фреэль (фр. Cap Fréhel, брет. Kab Frehel) — мыс на севере Бретани, Франция.
Мыс представляет собой небольшой скалистый полуостров, условно отделяющий воды Ла-Манша от залива Сен-Бриё. Фреэль расположен в 8 км от центра одноимённого городка, но административно относится к коммуне Плевнон департамента Кот-д’Армор.
На мысе в 1950 году был построен маяк, заменивший другой, возведённый ещё в XVII веке.
В 2011 году у мыса был финиш пятого этапа Тур де Франс.
В честь мыса взяла себе псевдоним певица Маргерит Бульк. Также на острове Ньюфаундленд есть два мыса Фрилс, названные по мысу Фреэль; там же расположена и коммуна Кейп-Фрилс.